# Modisimus caldera
Modisimus caldera là một loài nhện trong họ Pholcidae. Loài này được phát hiện ở Panama.